# Mary Stävin
Mary Ann Catrin Stävin (Örebro, 20 de agosto de 1957) é uma atriz e rainha da beleza da Suécia que venceu o Miss Mundo 1977.
Ela foi a terceira de seu país a conseguir vencer o concurso, tendo sido precedida por Kiki Haakonson em 1951 e May Louise Flodin em 1952. 

## Biografia
Era estudante de Educação Física quando sua mãe a incentivou a participar dos concursos de beleza. "Foi minha mãe que me inscreveu", declarou.

## Miss Mundo
Conquistou a coroa de Miss Mundo com apenas 20 anos de idade ao derrotar outras 61 candidatas no Royal Albert Hall em Londres.

## Vida após os concursos de beleza
Nos anos 80 teve uma pequena carreira no cinema e na televisão, participando de dois filmes da franquia de James Bond em pequenos papéis, 007 contra Octopussy (1983)  e 007 - Na Mira dos Assassinos (1985), neste último como a agente do MI-6 e bond girl Kimberley Jones. Na televisão, participo,u nos Estados Unidos, de episódios da primeira temporada da série Twin Peaks, em 1990.
Além da incursão pelo cinema e televisão, Mary participou de videoclipes de músicos famosos como Adam Ant e de um video de dança e ginástica, Shape Up and Dance, bastante popular na Inglaterra dos anos 80, com o jogador de futebol George Best.
Seu último filme, de pouca expressão,  The Devil Takes A Holiday, foi feito em 1996.

## Vida pessoal
Stävin teve um relacionamento amoroso público de vários anos com o o astro do Manchester United e do futebol britânico George Best enquanto ele era ainda legalmente casado e a quem deixou por causa do alcoolismo dele.
Atualmente vive em Beverly Hills, Los Angeles, com o marido, Nick Wilcockson, um empresário britânico, e tem uma filha, Liliana.

## Curiosidade
Anos antes, o jogador George Best também havia tido um affair com a Miss Mundo 1973, Marjorie Wallace. 